# Helius patens
Helius patens är en tvåvingeart som beskrevs av Edwards 1933. Helius patens ingår i släktet Helius och familjen småharkrankar. Inga underarter finns listade i Catalogue of Life.